# Línea 4 (Comodoro Rivadavia)
La línea 4 es una línea de colectivos del Área Metropolitana Comodoro Rivadavia con salidas desde Máximo Abásolo, Abel Amaya y el centro de la ciudad.
La línea es operada por Transportes Patagonia Argentina SRL.

## Cuadro Tarifario
| Boleto                      | Tarifa    |
| --------------------------- | --------- |
| Primera sección (Urbano)    | $22       |
| Segunda sección (Suburbano) | $23.52    |
| Tercera sección (Diadema)   | No aplica |
| Cuarta sección (Rada Tilly) | No aplica |
| Estudiante                  | $11       |
| Jubilado                    | $11       |
| Discapacitado               | $0.00     |
| Policía del Chubut          | $0.00     |

En el caso de los boletos de estudiante y jubilado reciben un subsidio de la municipalidad de Comodoro Rivadavia que les cubre un 50% del valor del boleto en 2 pasajes díarios, mientras que el restante 50% lo proporciona el gobierno de Chubut a través del TEG Chubut.

## Recorrido

### 4: Abel Amaya - Centro
| 4          | Primer servicio A: Centro | Primer servicio A: Abel Amaya | Último servicio A: Centro | Último servicio A: Abel Amaya |
| Laborables | 05:00                     | 05:30                         | 23:30                     | 00:00                         |
| Sábados    | 05:00                     | 05:30                         | 23:30                     | 00:00                         |
| Festivos   | 05:00                     | 05:30                         | 23:30                     | 00:00                         |

Ida: Terminal Abel Amaya, Avenida Congreso, Avenida Lisandro de la Torre, La Prensa, La Nueva Provincia, Avenida Roca, Avenida Canadá, Avenida Estados Unidos, Avenida Hipólito Yrigoyen, Avenida Ingeniero Ducós, Juan García Fernández, Bahía Bustamante, Democracia, Roque Sáenz Peña, Avenida Ingeniero Ducós, Bartolomé Mitre, San Martín.
Vuelta: Güemes, Avenida Rivadavia, 25 de Mayo, Avenida Hipólito Yrigoyen, Avenida Estados Unidos, Avenida Canadá, Avenida Roca, Del Trabajo, Francisco Behr, Avenida Lisandro de la Torre, Avenida Congreso, Rotonda Congreso y Chile, Avenida Congreso, Retome por Avenida Lisandro de la Torre, Avenida Congreso, Terminal Abel Amaya.

### 4A: Máximo Abásolo - Saavedra
También llamado 4A San Cayetano - Saavedra
| 4A         | Primer servicio A: Saavedra | Primer servicio A: Máximo Abásolo | Último servicio A: Saavedra | Último servicio A: Máximo Abásolo |
| Laborables | 06:10                       | 07:10                             | 21:10                       | 22:10                             |
| Sábados    | 06:10                       | 07:10                             | 12:10                       | 13:10                             |

Ida: Terminal Máximo Abásolo, Juan Luckiewics, Avenida Polonia, Avenida Lisandro de la Torre, La Prensa, La Nueva Provincia, Avenida Roca, Avenida Canadá, Avenida Estados Unidos, Avenida Hipólito Yrigoyen, Avenida Ingeniero Ducós, Juan García Fernández, Bahía Bustamante, Democracia, Roque Sáenz Peña, Avenida Ingeniero Ducós, Bartolomé Mitre, Rawson, España, San Martín, Máximo Abásolo, Ruta Nacional Nº 3, Avenida del Libertador General San Martín, Los Búlgaros, Gobernador Moyano, Juan Martín de Pueyrredón, Avenida Fray Luis Beltrán, Francisco de Viedma, Petrolero San Lorenzo, Avenida Tehuelches, Avenida Lángara, Avenida Mazaredo, José María Moreno, José Aimar, Petrolero San Lorenzo, Carlos Encina, Edwald Flagel, Antonio Carrizo, Doctor Manuel Sueiro, Avenida Fray Luis Beltrán, Avenida del Pinar.
Vuelta: Avenida del Pinar y Los Ceibos, Los Ceibos, Los Robles, Los Alerces, Los Aromos, Las Araucarias, Avenida del Pinar, El Algarrobo, Los Cedros, Avenida Fray Luis Beltrán, Francisco Luque, Carlos Rodríguez Gallardo, Doctor Manuel Sueiro, Antonio Carrizo, Ewald Flagel, Santa Lucía, José Aimar, José María Moreno, Avenida Mazaredo, Avenida Lángara, Avenida Tehuelches, Francisco de Viedma, Fray Luis Beltrán, José Fuchs, Marcelino Reyes, Avenida del Libertador General San Martín, Ruta Nacional Nº 3, Güemes, Avenida Rivadavia, 25 de Mayo, Avenida Hipólito Yrigoyen, Avenida Estados Unidos, Avenida Canadá, Avenida Roca, Del Trabajo, Avenida Polonia, Juan Luckiewics, Ingeniero Huergo, Rotonda Huergo y Pieragnoli, Ingeniero Huergo, Terminal Máximo Abásolo.

### 4A1: Máximo Abásolo - Saavedra Oeste
También llamado 4A San Cayetano - Aeronáutico Saavedra
| 4A1        | Primer servicio A: Aeronáutico | Primer servicio A: Máximo Abásolo | Último servicio A: Aeronáutico | Último servicio A: Máximo Abásolo |
| Laborables | 05:30                          | 06:32                             | 21:40                          | 22:42                             |
| Sábados    | 05:30                          | 06:32                             | 21:40                          | 22:42                             |
| Festivos   | 06:40                          | 07:40                             | 21:40                          | 22:40                             |

Ida: Terminal Máximo Abásolo, Juan Luckiewics, Avenida Polonia, Avenida Lisandro de la Torre, La Prens, La Nueva Provincia, Avenida Roca, Avenida Canadá, Avenida Estados Unidos, Avenida Hipólito Yrigoyen, Avenida Ingeniero Ducós, Juan García Fernández, Bahía Bustamante, Democracia, Roque Sáenz Peña, Avenida Ingeniero Ducós, Bartolomé Mitre, Rawson, España, San Martín, Máximo Abásolo, Ruta Nacional Nº 3, Avenida del Libertador General San Martín, Los Búlgaros, Gobernador Moyano, Juan Martín de Pueyrredón, Avenida Fray Luis Beltrán, Francisco de Viedma, Petrolero San Lorenzo, Avenida Tehuelches, Avenida Lángara, Avenida Mazaredo, José María Moreno, José Aimar, Petrolero San Lorenzo, Carlos Encina, Edwald Flagel, Antonio Carrizo, Doctor Manuel Sueiro, Avenida Fray Luis Beltrán, Rotonda Beltrán y Roque González, Ruta Gobernador Roque González, Calle 2222, Calle 2226.
Vuelta: Calle 2226 y Calle 2223, Calle 2223, Calle 2225, Calle 2222, Ruta Gobernador Roque González, Rotonda Beltrán y Roque González, Avenida Fray Luis Beltrán, Los Robles, Los Alerces, Los Aromos, Las Araucarias, Avenida del Pinar, El Algarrobo, Los Cedros, Avenida Fray Luis Beltrán, Francisco Luque, Carlos Rodríguez Gallardo, Doctor Manuel Sueiro, Antonio Carrizo, Ewald Flagel, Santa Lucía, José Aimar, José María Moreno, Avenida Mazaredo, Avenida Lángara, Avenida Tehuelches, Francisco de Viedma, Fray Luis Beltrán, José Fuchs, Marcelino Reyes, Avenida del Libertador General San Martín, Ruta Nacional Nº 3, Güemes, Avenida Rivadavia, 25 de Mayo, Avenida Hipólito Yrigoyen, Avenida Estados Unidos, Avenida Canadá, Avenida Roca, Del Trabajo, Avenida Polonia, Juan Luckiewics, Ingeniero Huergo, Rotonda Huergo y Pieragnoli, Ingeniero Huergo, Terminal Máximo Abásolo.

### 4C: Abel Amaya - x Cerro Sólo - Centro
También llamado 4 Cerro Sólo
| 4C         | Primer servicio A: Centro | Primer servicio A: Abel Amaya | Último servicio A: Centro | Último servicio A: Abel Amaya |
| Laborables | 06:00                     | 06:43                         | 20:00                     | 20:43                         |
| Sábados    | 07:00                     | 07:43                         | 21:44                     | 22:27                         |
| Festivos   | 07:30                     | 08:13                         | 20:20                     | 21:03                         |

Ida: Terminal Abel Amaya, Avenida Congreso, Lorenzo Rognetta, Ricardo Toraa, Juan Azurduy, Avenida Lisandro de la Torre, La Prensa, La Nueva Provincia, Avenida Roca, Avenida Canadá, Avenida Estados Unidos, Avenida Hipólito Yrigoyen, Avenida Ingeniero Ducós, Juan García Fernández, Bahía Bustamante, Democracia, Roque Sáenz Peña, Avenida Ingeniero Ducós, Bartolomé Mitre, San Martín.
Vuelta: Güemes, Avenida Rivadavia, 25 de Mayo, Avenida Hipólito Yrigoyen, Avenida Estados Unidos, Avenida Canadá, Avenida Roca, Del Trabajo, Francisco Behr, Avenida Lisandro de la Torre, Juana Azurduy, Ricardo Tora, Lorenzo Rognetta, Avenida Congreso, Rotonda Congreso y Chile, Avenida Congreso, Retome por Avenida Lisandro de la Torre, Avenida Congreso, Terminal Abel Amaya.

### 4E: Centro - Bella Vista Sur
También llamado 3 Fracción 14-15
| 4E         | Primer servicio A: Bella Vista Sur | Primer servicio A: Centro | Último servicio A: Bella Vista Sur | Último servicio A: Centro |
| Laborables | 06:15                              | 07:00                     | 22:05                              | 22:50                     |
| Festivos   | 09:00                              | 09:45                     | 20:00                              | 20:45                     |

Ida: Terminal Puerto, Máximo Abásolo, Avenida Rivadavia, Güemes, Avenida Hipólito Yrigoyen, Ani Grané, Avenida Ingeniero Ducós, Carlos Pellegrini, Gil Álvarez, 25 de Mayo, Rawson, España, San Martín, Güemes, Avenida Rivadavia, Isla Leones, Avenida Kennedy, Avenida Congreso, Avenida Lisandro de la Torre, Avenida Chile, Concejal Silvia Cristina Ávila, Concejal Bernabé Hernández, Calle 748, Rotonda 748 y 3515, Nicolás Chacoma, María Magdalena Güemes.
Vuelta: María Magdalena Güemes y Doctor René Favaloro, Doctor René Favaloro, José Leonardo Trevisán, Calle 3514, Calle 748, Concejal Benito Martins, Concejal Silvia Cristina Ávila, Raúl Cercos, Ana Herrera, Armando Cistari, Nélida Noemí Bosch, Doctor Alberto Poretti, Concejal Adolfo Quintana, Lorenzo Rognetta, Avenida Congreso, Avenida Lisandro de la Torre, Avenida Chile, Avenida Kennedy, Avenida Rivadavia, España, San Martín, Güemes, Rivadavia, Moreno, Terminal Puerto.

### 4P: Centro - Malvinas Argentinas
También llamado 4 Tres Pinos
| 4P         | Primer servicio A: Malvinas Argentinas | Primer servicio A: Centro | Último servicio A: Malvinas Argentinas | Último servicio A: Centro |
| Laborables | 06:00                                  | 06:35                     | 22:30                                  | 23:05                     |
| Sábados    | 07:00                                  | 07:35                     | 21:00                                  | 21:35                     |
| Festivos   | 07:00                                  | 07:35                     | 21:00                                  | 21:35                     |

Circunvalar: Terminal Puerto, Máximo Abásolo, Avenida Rivadavia, 25 de Mayo, Avenida Hipólito Yrigoyen, Avenida Estados Unidos, Avenida Canadá, Avenida Roca, Avenida del Trabajo, Avenida Polonia, Ruta Gobernador Roque González, Doctor Eduardo Mussachio, Calle 3115, Haroldo Conti, Antonio Di Benedetto, Miguel Briante, Alberto Rivas, Haroldo Conti, Concejal Miguel Ángel Mansilla, Roberto Pairo, Concejal Ricardo Alcoleas, Doctor Eduardo Mussachio, Ocaso, Roberto Pairó, Calle 3445, Teodolindo Ramírez, Calle 3219, Calle 3218, Jorge Daniel Ludueña, Calle 3220, Teodolindo Ramírez, Ocaso, Jorge Daniel Ludueña, Avenida 10 de Noviembre, Francisco Behr, Avenida Lisandro de la Torre, La Prensa, La Nueva Provincia, Avenida Roca, Avenida Canadá, Avenida Estados Unidos, Avenida Hipólito Yrigoyen, Avenida Ingeniero Ducós, Juan García Fernández, Bahía Bustamante, Democracia, Roque Sáenz Peña, Avenida Ingeniero Ducós, Bartolomé Mitre, San Martín, Moreno, Avenida Hipólito Yrigoyen, Terminal Puerto.

### 4S: Centro - Stella Maris
También llamado 7 Stella Maris o Stella Maris
| 4S         | Primer servicio A: Stella Maris | Primer servicio A: Centro | Último servicio A: Stella Maris | Último servicio A: Centro |
| Laborables | 06:45                           | 07:15                     | 22:20                           | 22:50                     |
| Sábados    | 08:20                           | 08:50                     | 20:40                           | 21:10                     |
| Festivos   | 08:1<0                          | 08:40                     | 20:40                           | 21:10                     |

A Stella Maris: Terminal Puerto, Máximo Abásolo, Avenida Rivadavia, Güemes, Avenida Hipólito Yrigoyen, Carlos Pellegrini, Gil Álvarez, 25 de Mayo, Avenida Hipólito Yrigoyen, Juan Pevet, Monseñor De Andrea, Avenida Portugal, José Dalle Mura, Alfredo Llames Massini, Eustaquio Molina, Ruta Juan Domingo Perón, Lorenzo Gastaldi, Calle 563, Marcial Riadigos, Dalmacio Miranda, Ignacio Gatica, Presidente Ramón Castillo, Calle 811, Vicente Torraca, Carlos Saavedra Lamas, Calle 903, Antonio Roqueta Prat.
A Centro: Antonio Roqueta Prat y Enrique Corcoy, Enrique Corcoy, Carlos Saavedra Lamas, Calle 837, Dalmacio Miranda, Ignacio Gatica, Calle 561, Lorenzo Gastaldi, Calle 516, Luis Galino, Ruta Juan Domingo Perón, Eustaquio Molina, José Dalle Mura, Avenida Hipólito Yrigoyen, Avenida Ingeniero Ducós, Juan García Fernández, Bahía Bustamante, Democracia, Roque Sáenz Peña, Avenida Ingeniero Ducós, Carlos Pellegrini, Gil Álvarez, 25 de Mayo, 2 de Abril, Avenida Ingeniero Ducós, Avenida Hipólito Yrigoyen, Terminal Puerto.